# Varga Judit (politikus)
Varga Judit (Miskolc, 1980. szeptember 10. –) magyar jogász, politikus. 2018-tól 2019-ig a Miniszterelnökség európai uniós kapcsolatokért felelős államtitkára. 2019 és 2023 között Magyarország igazságügyi minisztere. 2022-től 2024-ig országgyűlési képviselő a Fidesz tagjaként. A 2023-as Befolyás-barométer szerint ő volt Magyarország 27. legbefolyásosabb személye.
Tárgyalóképes szinten beszél angolul, németül és franciául, illetve társalgási szinten spanyolul.

## Életpályája
Középiskolai tanulmányait a miskolci Avasi Gimnázium hatosztályos, kéttannyelvű osztályában végezte. A gimnáziumban osztálytársa volt Raisz Anikó, aki később az általa vezetett minisztérium államtitkára lett. Varga 2004-ben summa cum laude minősítéssel végzett a Miskolci Egyetem Állam- és Jogtudományi Karán. Egyetemi évei alatt az Európai Joghallgatók Szövetsége (ELSA) miskolci társszervezetének alelnöke is volt, 2003-ban pedig Erasmus-ösztöndíjjal tanult Németországban. Tanulmányai során többször kapott Köztársasági Ösztöndíjat.
Diplomája megszerzését követően két éven át ügyvédjelöltként dolgozott először a Freshfields, Bruckhaus, Deringer, majd a Hogan&Hartson nemzetközi ügyvédi irodában. A Budapesti Ügyvédi Kamara Ügyvédjelölti Tagozatának elnökségi tagjaként aktívan részt vett az ügyvédjelölti érdekérvényesítésben. Ezt követően 2009-ig bírósági fogalmazó volt a Fővárosi és Pesti Központi Kerületi Bíróságon, ekkor tett jogi szakvizsgát is kitűnő eredménnyel.
2009-től kilenc évig dolgozott az Európai Parlamentben politikai tanácsadóként, ahol három évig tagja volt Áder János EP-képviselő, későbbi köztársasági elnök csapatának. A Brüsszelben és Strasbourgban eltöltött évek alatt részletes ismeretekre tett szert az európai uniós intézményrendszer és jogalkotás működése terén. Európai parlamenti tanácsadóként részt vett a környezetvédelmi, klímapolitikai és közegészségügyi jogalkotással kapcsolatos munkában, a konzervatív zöld politika ügyét azóta is szívén visel. Szakpolitikai munkái közül kiemelkedett a cianidos aranybányászat betiltására felhívó európai parlamenti határozat összeállítása és elfogadtatása, illetve a GMO-mentességet lehetővé tevő uniós szabályozás fenntartása. Brüsszeli munkája mellett elvégezte a Robert Schuman Centre Florence School of Regulation Summer Training on Energy Law képzését.
2018. május 22-én Orbán Viktor javaslatára Áder János köztársasági elnök európai uniós kapcsolatokért felelős államtitkárrá nevezte ki. Államtitkárként Magyarország nemzeti szuverenitásra épülő migrációs álláspontját képviselte, miszerint minden országnak joga van eldönteni, hogy kiket enged be a területére. Részt vett a Sargentini-jelentés állításainak megcáfolására törekvő kormányzati jogi érvrendszer kidolgozásában, majd később képviselte a magyar kormányt a 7-es cikk szerinti eljárás vitáiban. Álláspontja szerint a Magyarország ellen politikai és nem jogi alapon indított eljárást az Európai Parlament.
2019. július 11-én Orbán Viktor miniszterelnök javaslatára Áder János köztársasági elnök a negyedik Orbán-kormány igazságügyi miniszterének nevezte ki, de továbbra is hozzá tartoznak az európai uniós ügyek. Minisztersége alatt megalakult a Digitális Szabadság Munkacsoport, melynek legfőbb célja a technológiai cégek működésének átláthatóvá tétele. További kiemelt feladatának tartja azt is, hogy javítson Magyarország jogi versenyképességén, nagy hangsúlyt fektet a deregulációs politikára. Kinevezése óta több nyilatkozatában is hangsúlyozta, hogy célja a civil szervezetek bevonásával a családok és a gyermekek védelmével kapcsolatos jogrendszer megerősítése. Ennek kidolgozására több munkacsoportot hozott létre, amelyek a különböző szakterületek véleményének összeegyeztetésével segítik elő az áldozatokat hatékonyabban segítő jogszabályok megalkotását. Tagja volt a miniszterelnök által a koronavírus-járvány elleni küzdelem idejére létrehozott Rendkívüli Jogrendi Szabályozásért Felelős Akciócsoportnak.
2023 júniusában jelentette be, hogy július 31-i hatállyal lemond miniszteri megbízatásáról és közölte, hogy a 2024-es európai parlamenti választásra készül a Fidesz listájának az élén. A kegyelmi ügy hatására 2024. február 10-én bejelentette lemondását az országgyűlési képviselői mandátumáról és az EP-lista vezetéséről, valamint visszavonult a közélettől, a köztársasági elnökkel, Novák Katalinnal együtt. Képviselői mandátuma február 16-án szűnt meg.
2024. júniusában Windisch Lászlóval megalapították a Picidae Famíves Kft.-t, amelyben Varga Judit ügyvezetőként került bejegyzésre. A cég fő tevékenysége bútorgyártás, ezzel kapcsolatban a volt miniszter 2024. márciusban a Hajdú Péternek adott interjújában elmondta, hogy beiratkozott egy asztalos képzésre. Az egy éves képzés végén egy középfokú szakmai képesítést szerez majd, mert már gyerekkorában is barkácsolt, és most van ideje a praktikuammal is foglalkoznia.
A Miskolci Egyetemhez tartozó, budapesti székhelyű Közép-európai Akadémia munkavállalójaként a közzétett adatok alapján tudományos kutatási orientációs feladatokat és szakértői munkát végez. 2023. augusztus 1. és 2024. február 29. között megbízási jogviszonyban állt az Akadémiával, 2024. március 1-től a feladatait határozatlan idejű munkaviszonyban látja el, amiért 2024. március 16-a óta havi bruttó 2,1 millió forint munkabérben részesült. 2024. szeptember 1. napjától részmunkaidőben nemzetközi üzletfejlesztési tanácsadóként dolgozott Vertán György cégénél, a Tigra Kft.-nél.
Utóbb asztalosvégzettséget is szerzett 2025-ben.

## Személye körüli viták
2019 novemberében, amikor az Örök tél című film női főszerepéért Emmy-díjjal díjazták a kommunista üldöztetés áldozatát alakító Gera Marinát, Varga Judit a díj kapcsán Dobrev Klárát, a DK EP-képviselőjét „a kommunista rezsim örökösének” nevezte, ajánlva neki a film megnézését, miután Dobrev Klára nagyapja, Apró Antal a kommunista időszak egyik prominens politikusa volt. Hadházy Ákos független képviselő viszont felhívta a figyelmet, hogy Varga Judit apja, Varga László III/2-es ügynökként szintén szolgálta a kommunista rendszert. Varga Judit még korábban úgy nyilatkozott az apjáról, hogy szerinte nem ártott senkinek, mert szállodaigazgatói munkája révén kényszerítették ügynöki beosztásba, amit állítása szerint emiatt otthagyott.
2020. január 6-án egy imázsvideót tett közzé a Facebookon, amiben „zéró toleranciát” hirdetett az erőszak ellen és a vonatkozó törvények szigorítását ígérte több nem sokkal korábban történt, nagy port felvert családon belüli gyilkossági eset után. A videóhoz mellékelt szöveg szerint a „migrációt támogató” Isztambuli egyezményhez nincs köze a bejelentésnek, mert szerinte a szigorítás „hatékonyabb és erősebb védelmet jelent”. Több nőjogi szervezet üdvözölte ugyan a kormányzat ebbéli szándékát, ugyanakkor bírálta is Varga Judit szavait, mondván összemossa az általános életellenes cselekményeket a kifejezetten családon belüli vagy kapcsolati erőszakkal, hozzátéve, hogy pont az általa megtagadott Isztambuli egyezmény garantálná ez utóbbiak hatékonyabb megelőzését. Kritizálták azt is, hogy csak egy esetre reagált, miközben azelőtt és azóta is történtek családon belüli erőszakos esetek. Nőjogi szervezetek utóbb elmondták, hogy a kormányzati egyeztetéseken a javaslataikból semmit nem emeltek be a jogszabályi keretek közé, miközben a kormány Varga közreműködésével úgy mutatta be a velük történt egyeztetéseket, hogy azok a kormánnyal történt hatékony egyeztetésnek tűnjenek. A Varga által propagált, több helyen létrehozott Áldozatsegítő Központokról (ÁSK) is az volt a megállapításuk, hogy nem hatékonyak, mivel azok általánosságban foglalkoznak áldozatvédelemmel a női és gyermekkorú, illetve a családon belüli áldozatok speciális igényű segítsége helyett. Varga ugyanakkor kifogásolta, hogy amikor állítása szerint az ő és férje között merült fel a bántalmazás gyanúja, akkor a nőjogi szervezetek egyáltalán nem szólaltak meg. Ezt a narratívát viszont árnyalta, ahogy Varga miniszterként szembehelyezkedett a hatékonyabb családvédelmi intézkedésekkel, miközben  kormánytagként a hatályos jogszabályok értelmében testőrsége is volt.
2020. november 10-én éjfél előtt egy perccel nyújtotta be azt a választási törvény módosítására tett javaslatot, amely jelentősen megemelni tervezi az országos lista állításához szükséges egyéni körzetben indított jelöltek számát. Elmondása szerint ennek célja az úgynevezett kamupártok állításának megnehezítése, azonban sokan bírálták azzal, hogy a törvényjavaslat a koordinált ellenzéki jelöltállítás megnehezítésére irányul.
A 2020-ban kitört koronavírus-járvány idején elfogadott koronavírus-törvény kapcsán adott interjút az Euronews csatornának, mellyel kapcsolatban azt állította, hogy az „Euronews nem biztosított számára, illetve a magyar kormány számára megszólalási lehetőséget a koronavírus-törvény kapcsán”. A Media1.hu internetes hírportál cáfolta ezeket az állításokat, miután az interjú egy-egy rövid részlete valóban megjelent a csatornán.
2020 áprilisában az Országos Bírósági Hivatal (OBH) elnöke, Senyei György Varga Judit anyósát, Dr. Erőss Mónikát terjesztette elő a hivatal elnökhelyettesének, akit Áder János április 6-tól ki is nevezett. Az összeférhetetlenség az OBH szerint nem merült fel Erőss pályázata kapcsán, de arról nem nyilatkoztak, hogy ez a kinevezés mennyire sérti a hivatal függetlenségét. Varga Judit visszautasított minden olyan kritikát, melyek szerint az ő miniszteri posztja játszott volna szerepet anyósa kinevezésében, mint fogalmazott: „anyósa már akkor bíró volt, amikor ő még óvodába járt, és miniszteri kinevezése előtt hét évvel már a Kúria főtitkára volt”.
A 2021 nyarán kipattant, világviszonylatban is jelentős, és Magyarországot is érintő lehallgatási ügy kapcsán, amelyben több ellenzéki személy, újságíró és üzletember törvénytelen lehallgatása is felmerült, elhárította a miniszteri pozíciójából adódó felelősségét. Először úgy nyilatkozott, hogy „ilyen eszközökre minden országnak szüksége van”, illetve „Magyarország egy jogállam és mint minden tisztességes állam, a 21. században rendelkezik azokkal a technikai eszközökkel, amelyekkel el tudja látni a nemzetbiztonsági feladatait”, hozzátéve, hogy szakmai alapon döntenek a megfigyelésekről, amely teljes mértékben független a politikától. Később viszont azt mondta, hogy Völner Pál államtitkár adja vagy tagadja meg az engedélyeket. Szél Bernadett ellenzéki képviselő is kritizálta a minisztert, mert nem volt hajlandó magát és a kormányt egyértelműen tisztázni a vádak alól, de ugyanígy vélekedett Donáth Anna momentumos EP-képviselő is.
A 2024 februárjában kibontakozott kegyelmi ügy keretében is támadás alá került személye. Még 2023 áprilisában, hivatal ideje alatt ellenjegyezte a Novák Katalin akkori köztársaság elnök által beterjesztett elnöki kegyelmet, mely felmentette Kónya Endrét, aki – többek között – azért ült börtönben, mert tudomása volt arról, hogy Vásárhelyi János, a bicskei gyermekotthon volt igazgatója több mint tíz gyermeket molesztált, és hamis vallomást akart aláíratni az egyik érintett kiskorúval. Miután az ügy napvilágra került, 2024. február 10-én facebook-posztjában bejelentette lemondását és úgy nyilatkozott: „Az elnök döntésének ellenjegyzéséért a politikai felelősséget vállalom”. Az ügy nyilvánosságra kerülése után demonstrációk kezdődtek.
A Völner Pál-Schadl György nevével fémjelzett korrupciós ügy 2025. július 3-i bírósági tárgyalásán Varga is megjelent tanúként, ahol a gyanúsításokban szereplő vádak kapcsán szólalt fel, mint akkor hivatalban lévő egyik igazságügyi miniszter; Varga itt  azt állította, hogy nem volt tudomása semmiről. Varga Judit szerint Schadl Györggyel szakmai kapcsolata volt, ugyanakkor felhívta a figyelmét az őt kérdező Kaufmann Balázs 444-es főszerkesztő figyelmét, hogy hazudott róla a cikkében, mikor azt állította, hogy az ügy alatt végig ő volt az igazságügy miniszter. Ezt Kaufman először tagadta, később viszont kénytelen volt átírni a cikkét, mivel a tárgyaláson is elhangzott, hogy az ügy 95%-ban nem Varga volt a miniszter, hanem elődje, Trócsányi László (Trócsányi korábban szintén úgy nyilatkozott a bíróságon, hogy nem volt tudomása a vádakban szereplő üzelmekről). Varga újból megismételte vádjait, hogy a férje zsarolta őt azzal hangfelvételével, ami alapján felmerült, hogy tudhatott fideszes politikusok, mint Rogán Antal ügyészi iratokban tett manipulálásáról (lásd lentebb); kiemelve, hogy a felvétel elkészülte és Magyar Péter által történő nyilvánosságra hozatala között 14 hónap telt el. A kérdésre, hogy visszatérne e valamikor a közéletbe, újra az exférjét bírálva kiemelte, hogy amennyiben Magyar Péter is részt vesz a politikában, úgy ő nem kíván ebben részt venni.

## Magánélete
Édesapja Varga László, 1978-tól 1983-ig a Belügyminisztérium kémelhárítással foglalkozó III/II-es csoportfőnökség SZT-tisztje volt, 1978-tól alhadnagyi, 1980-tól hadnagyi rendfokozatban. A hivatalos munkahelye pedig az egykori miskolci  AVAS Szálloda igazgatói poziciója volt. Édesanyja, Vargáné Jáborcsik Mária 2011-től a miskolci Polgármesteri Hivatal Ellenőrzési osztályvezetője volt.
Varga Judit 2006 és 2023 között házasságban élt Magyar Péterrel, akit 2019-ben a Diákhitel Központ vezérigazgatójávà neveztek ki. Három gyermekük született: Levente, Lóránt és Miklós. Miután már 2021 januárjában megjelentek hírek a tervezett válásukról – ezeket a miniszter akkor cáfolta -, 2023 márciusában jelentette be a pár, hogy útjaik elválnak.
Magyar 2019-ben Balatonhenye polgármesteri választásán is indult, de összeférhetetlenség miatt visszalépett az indulástól.
A 2024-es kegyelmi ügy miatti lemondása után exférje látványosan megszakította addigi fideszes kapcsolatait, majd a kormányt is többször bírálta, ennek részeként egy feleségével folytatott 2023-as beszélgetésük felvételét tette közzé március 26-án, amiben Varga olyan kijelentéseket tett, amelyek alapján arra lehetett következtetni, hogy fideszes politikai szereplők ügyészségi iratokat manipulálhattak. Varga ezután több helyen azt állította, hogy volt férje rendszeresen bántalmazta, és hogy ezzel a felvétellel zsarolta. Azt is állította, hogy Magyar az ő pozícióját kihasználva tudott jó állásokhoz jutni, amivel közvetve elismerte a kormányzati nepotizmust. Magyar Péter visszautasította felesége állításait és felháborítónak találta azt, hogy szerinte a volt feleségét a személye elleni karaktergyilkosságra használja fel a kormány. Ugyanakkor ellentmondásos, hogy Varga miniszterként többször dicsekedett a kormány áldozatvédelmi intézkedéseivel és rendezett családi hátterével, Magyar pedig ezen idő alatt több vezető pozíciót is betöltött, miközben Bayer Zsolt kormányközeli publicista 2024 márciusi megnyilatkozása szerint tíz éve tudtak a Fideszben Magyar állítólagos bántalmazásairól. Magyar hazugságnak nevezte Bayer cikkét is, és arról írt bejegyzést, hogy épp hogy volt felesége ütötte meg őt többször is.
2024-ben Varga Judit párkapcsolatba lépett az Állami Számvevőszék elnökével, Windisch Lászlóval, akivel egy filmbemutatón együtt jelent meg. Magyar Péter tudomása szerint a volt felesége „régóta” együtt volt Windisch Lászlóval.
Hobbijai közül a sport és a zene kiemelten fontos számára. A Diósgyőri Atlétikai Clubban atletizált, majd egyetemi tanulmányai alatt a Miskolci Egyetem NBI-B női kosárlabda-csapatának csapatkapitánya volt. Gyermekkora óta hegedül, 4 éven keresztül tagja volt az ELTE Egyetemi Koncertzenekarának.
A Forbes Magazin szerint 2019-ben a 7., 2020-ban márciusában a 3. legbefolyásosabb női közéleti szereplő Magyarországon. 2024-re Novák Katalinnal együtt lekerültek a listáról.